# Panayótis Kalaïtzákis
Panayótis « Pános » Kalaïtzákis (en grec moderne : Παναγιώτης "Πάνος" Καλαϊτζάκης), né le 2 janvier 1999, à Héraklion, en Grèce, est un joueur grec de basket-ball. Il évolue au poste d'arrière et d'ailier. Son frère jumeau, Yórgos, est également basketteur professionnel.

## Biographie
En mars 2021, Kalaïtzákis s'engage avec le club lituanien du Panevėžio Lietkabelis jusqu'à la fin de la saison en cours.
En juillet 2022, Panayótis Kalaïtzákis rejoint le Panathinaïkos, club athénien qui participe à l'Euroligue. Le contrat court sur deux saisons avec une saison supplémentaire en option.

## Palmarès
- Vainqueur de l'Euroligue 2024